# 6 Horas de São Paulo 2014
Las 6 Horas de São Paulo 2014 fue un evento de carreras deportivas de resistencia celebrado en el Autódromo José Carlos Pace, São Paulo, Brasil los días 28 y 30 de noviembre de 2014, y fue la octava y última carrera del Campeonato Mundial de Resistencia de la FIA 2014.

## Clasificación
Los ganadores de las poles en cada clase están marcados en negrita.
| Pos | Clase     | Equipo                      | Tiempo   | Grilla |
| --- | --------- | --------------------------- | -------- | ------ |
| 1   | LMP1-H    | No. 20 Porsche Team         | 1:17.676 | 1      |
| 2   | LMP1-H    | No. 14 Porsche Team         | 1:17.783 | 2      |
| 3   | LMP1-H    | No. 8 Toyota Racing         | 1:18.070 | 3      |
| 4   | LMP1-H    | No. 2 Audi Sport Team Joest | 1:18.889 | 4      |
| 5   | LMP1-H    | No. 7 Toyota Racing         | 1:18.920 | 5      |
| 6   | LMP1-H    | No. 1 Audi Sport Team Joest | 1:18.983 | 6      |
| 7   | LMP1-L    | No. 12 Rebellion Racing     | 1:21.127 | 7      |
| 8   | LMP1-L    | No. 13 Rebellion Racing     | 1:21.644 | 8      |
| 9   | LMP1-L    | No. 9 Lotus                 | 1:22.081 | 9      |
| 10  | LMP2      | No. 26 G-Drive Racing       | 1:24.463 | 10     |
| 11  | LMP2      | No. 47 KCMG                 | 1:24.483 | 11     |
| 12  | LMP2      | No. 37 SMP Racing           | 1:25.256 | 12     |
| 13  | LMP2      | No. 27 SMP Racing           | 1:25.400 | 13     |
| 14  | LMGTE Pro | No. 97 Aston Martin Racing  | 1:30.111 | 14     |
| 15  | LMGTE Pro | No. 92 Porsche Team Manthey | 1:30.259 | 15     |
| 16  | LMGTE Pro | No. 99 Aston Martin Racing  | 1:30.312 | 16     |
| 17  | LMGTE Am  | No. 98 Aston Martin Racing  | 1:30.401 | 17     |
| 18  | LMGTE Am  | No. 95 Aston Martin Racing  | 1:30.493 | 18     |
| 19  | LMGTE Pro | No. 91 Porsche Team Manthey | 1:30.536 | 19     |
| 20  | LMGTE Pro | No. 71 AF Corse             | 1:30.565 | 20     |
| 21  | LMGTE Am  | No. 81 AF Corse             | 1:30.882 | 21     |
| 22  | LMGTE Pro | No. 51 AF Corse             | 1:30.908 | 22     |
| 23  | LMGTE Am  | No. 61 AF Corse             | 1:31.057 | 23     |
| 24  | LMGTE Am  | No. 90 8 Star Motorsports   | 1:31.483 | 24     |
| 25  | LMGTE Am  | No. 75 Prospeed Competition | 1:31.511 | 25     |
| 26  | LMGTE Am  | No. 88 Proton Competition   | 1:34.865 | 26     |

## Carrera
Resultados por clase
| Pos. general | Pos. clase | Clase     | N.° | Escudería             | Pilotos                                               | Automóvil               | Vueltas | Tiempo/Retirado | Campeonato | Campeonato |
| Pos. general | Pos. clase | Clase     | N.° | Escudería             | Pilotos                                               | Automóvil               | Vueltas | Tiempo/Retirado | Pos.       | Puntos     |
| LMP          | LMP        | LMP       | LMP | LMP                   | LMP                                                   | LMP                     | LMP     | LMP             | LMP        | LMP        |
| ------------ | ---------- | --------- | --- | --------------------- | ----------------------------------------------------- | ----------------------- | ------- | --------------- | ---------- | ---------- |
| 1            | 1          | LMP1      | 14  | Porsche Team          | Romain Dumas Neel Jani Marc Lieb                      | Porsche 919 Hybrid      | 249     | 6:01:44.608     | 1          | 25         |
| 2            | 2          | LMP1      | 8   | Toyota Racing         | Anthony Davidson Sébastien Buemi                      | Toyota TS040 Hybrid     | 249     | +0.170          | 2          | 18         |
| 3            | 3          | LMP1      | 1   | Audi Sport Team Joest | Lucas Di Grassi Loïc Duval Tom Kristensen             | Audi R18 e-tron quattro | 248     | +1 vuelta       | 3          | 15         |
| 4            | 4          | LMP1      | 7   | Toyota Racing         | Alexander Wurz Stéphane Sarrazin Mike Conway          | Toyota TS040 Hybrid     | 248     | +1 vuelta       | 4          | 12         |
| 5            | 5          | LMP1      | 2   | Audi Sport Team Joest | Marcel Fässler André Lotterer Benoît Tréluyer         | Audi R18 e-tron quattro | 248     | +1 vuelta       | 5          | 10         |
| 6            | 1          | LMP2      | 47  | KCMG                  | Matthew Howson Richard Bradley Alexandre Imperatori   | Oreca 03R-Nissan        | 225     | +24 vueltas     | 6          | 8          |
| 18           | 6          | LMP1      | 13  | Rebellion Racing      | Dominik Kraihamer Andrea Belicchi Fabio Leimer        | Rebellion R-One-Toyota  | 214     | +35 vueltas     | 7          | 6          |
| 19           | 7          | LMP1      | 12  | Rebellion Racing      | Nicolas Prost Nick Heidfeld Mathias Beche             | Rebellion R-One-Toyota  | 211     | +38 vueltas     | 8          | 4          |
| 20           | 2          | LMP2      | 27  | SMP Racing            | Sergey Zlobin Nicolas Minassian Maurizio Mediani      | Oreca 03R-Nissan        | 207     | +42 vueltas     | 9          | 2          |
| Ret          | Ret        | LMP1      | 20  | Porsche Team          | Timo Bernhard Mark Webber Brendon Hartley             | Porsche 919 Hybrid      | 236     | Retirado        | Ret        | Ret        |
| Ret          | Ret        | LMP2      | 37  | SMP Racing            | Kirill Ladygin Viktor Shaytar Anton Ladygin           | Oreca 03R-Nissan        | 136     | Retirado        | Ret        | Ret        |
| Ret          | Ret        | LMP1      | 9   | Lotus                 | Pierre Kaffer Lucas Auer                              | CLM P1/01-AER           | 60      | Retirado        | Ret        | Ret        |
| Ret          | Ret        | LMP2      | 26  | G-Drive Racing        | Roman Rusinov Olivier Pla Julien Canal                | Ligier JS P2-Nissan     | 41      | Retirado        | Ret        | Ret        |
| LMP2         |            |           |     |                       |                                                       |                         |         |                 |            |            |
| 6            | 1          | LMP2      | 47  | KCMG                  | Matthew Howson Richard Bradley Alexandre Imperatori   | Oreca 03R-Nissan        | 225     | 6:01:45.262     | 1          | 25         |
| 20           | 2          | LMP2      | 27  | SMP Racing            | Sergey Zlobin Nicolas Minassian Maurizio Mediani      | Oreca 03R-Nissan        | 207     | +18 vueltas     | 2          | 18         |
| Ret          | Ret        | LMP2      | 37  | SMP Racing            | Kirill Ladygin Viktor Shaytar Anton Ladygin           | Oreca 03R-Nissan        | 136     | Retirado        | Ret        | Ret        |
| Ret          | Ret        | LMP2      | 26  | G-Drive Racing        | Roman Rusinov Olivier Pla Julien Canal                | Ligier JS P2-Nissan     | 41      | Retirado        | Ret        | Ret        |
| LMGTE        |            |           |     |                       |                                                       |                         |         |                 |            |            |
| Pos. general | Pos. clase | Clase     | N.° | Escudería             | Pilotos                                               | Automóvil               | Vueltas | Tiempo/Retirado | Campeonato | Campeonato |
| Pos. general | Pos. clase | Clase     | N.° | Escudería             | Pilotos                                               | Automóvil               | Vueltas | Tiempo/Retirado | Pos.       | Puntos     |
| 7            | 1          | LMGTE Pro | 97  | Aston Martin Racing   | Darren Turner Stefan Mücke                            | Aston Martin Vantage V8 | 221     | 6:01:46.553     | 1          | 25         |
| 8            | 2          | LMGTE Pro | 92  | Porsche Team Manthey  | Frédéric Makowiecki Patrick Pilet                     | Porsche 911 RSR         | 221     | +7.595          | 2          | 18         |
| 9            | 3          | LMGTE Pro | 71  | AF Corse              | Davide Rigon James Calado                             | Ferrari F458 Italia     | 221     | +12.666         | 3          | 15         |
| 10           | 4          | LMGTE Pro | 51  | AF Corse              | Gianmaria Bruni Toni Vilander                         | Ferrari F458 Italia     | 220     | +1 vuelta       | 4          | 12         |
| 11           | 5          | LMGTE Pro | 99  | Aston Martin Racing   | Alex MacDowall Darryl O:Young Fernando Rees           | Aston Martin Vantage V8 | 220     | +1 vuelta       | 5          | 10         |
| 12           | 6          | LMGTE Pro | 91  | Porsche Team Manthey  | Jörg Bergmeister Richard Lietz                        | Porsche 911 RSR         | 220     | +1 vuelta       | 6          | 8          |
| 13           | 1          | LMGTE Am  | 98  | Aston Martin Racing   | Paul Dalla Lana Pedro Lamy Christoffer Nygaard        | Aston Martin Vantage V8 | 219     | +2 vueltas      | 7          | 6          |
| 14           | 2          | LMGTE Am  | 95  | Aston Martin Racing   | Kristian Poulsen David Heinemeier Hansson Nicki Thiim | Aston Martin Vantage V8 | 219     | +2 vueltas      | 8          | 4          |
| 15           | 3          | LMGTE Am  | 81  | AF Corse              | Stephen Wyatt Michele Rugolo Andrea Bertolini         | Ferrari F458 Italia     | 219     | +2 vueltas      | 9          | 2          |
| 16           | 4          | LMGTE Am  | 88  | Proton Competition    | Christian Ried Klaus Bachler Khaled Al Qubaisi        | Porsche 911 RSR         | 217     | +4 vueltas      | 10         | 1          |
| 17           | 5          | LMGTE Am  | 75  | Prospeed Competition  | François Perrodo Emmanuel Collard Matthieu Vaxivière  | Porsche 911 RSR         | 217     | +4 vueltas      | 11         | 0.5        |
| 21           | 6          | LMGTE Am  | 61  | AF Corse              | Emerson Fittipaldi Alessandro Pier Guidi Jeff Segal   | Ferrari F458 Italia     | 186     | +35 vueltas     | 12         | 0.5        |
| Ret          | Ret        | LMGTE Am  | 88  | 8 Star Motorsports    | Gianluca Roda Paolo Ruberti Matteo Cressoni           | Ferrari F458 Italia     | 205     | Retirado        | Ret        | Ret        |
| LMGTE Am     |            |           |     |                       |                                                       |                         |         |                 |            |            |
| 13           | 1          | LMGTE Am  | 98  | Aston Martin Racing   | Paul Dalla Lana Pedro Lamy Christoffer Nygaard        | Aston Martin Vantage V8 | 219     | 6:01:56.921     | 1          | 25         |
| 14           | 2          | LMGTE Am  | 95  | Aston Martin Racing   | Kristian Poulsen David Heinemeier Hansson Nicki Thiim | Aston Martin Vantage V8 | 219     | +5.098          | 2          | 18         |
| 15           | 3          | LMGTE Am  | 81  | AF Corse              | Stephen Wyatt Michele Rugolo Andrea Bertolini         | Ferrari F458 Italia     | 219     | +20.665         | 3          | 15         |
| 16           | 4          | LMGTE Am  | 88  | Proton Competition    | Christian Ried Klaus Bachler Khaled Al Qubaisi        | Porsche 911 RSR         | 217     | +2 vueltas      | 4          | 12         |
| 17           | 5          | LMGTE Am  | 75  | Prospeed Competition  | François Perrodo Emmanuel Collard Matthieu Vaxivière  | Porsche 911 RSR         | 217     | +2 vueltas      | 5          | 10         |
| 21           | 6          | LMGTE Am  | 61  | AF Corse              | Emerson Fittipaldi Alessandro Pier Guidi Jeff Segal   | Ferrari F458 Italia     | 186     | +33 vueltas     | 6          | 8          |
| Ret          | Ret        | LMGTE Am  | 88  | 8 Star Motorsports    | Gianluca Roda Paolo Ruberti Matteo Cressoni           | Ferrari F458 Italia     | 205     | Retirado        | Ret        | Ret        |

Fuentes: FIA WEC.